# Eldonnia kayaensis
Eldonnia kayaensis là một loài nhện trong họ Linyphiidae. Chúng được Kap Yong Paik miêu tả năm 1965, được tìm thấy ở Nhật Bản, Triều Tiên, và Nga.